# 328 aC
El 328 aC va ser un any del calendari romà prejulià. A la República i a l'Imperi Romà es coneixia com l'Any del consolat de Pròcul i Barbat (o també any 426 ab urbe condita o de la Fundació de Roma). La denominació «328 aC» per a aquest any s'ha emprat des de l'edat mitjana, quan el calendari Anno Domini va ser el mètode prevalent a Europa per a anomenar els anys.

## Esdeveniments

### Conquestes d'Alexandre el Gran a Àsia
- Arimazes, cabdill de la Sogdiana, rendeix «la Roca», una poderosa fortalesa que havia refusat d'entregar a Alexandre el Gran, quan una força de macedonis va aconseguir de pujar al cim. Aquestes són les darreres resistències de la satrapia de la Bactriana davant de l'embat de les tropes macedònies.[2] Quint Curci Ruf diu que Alexandre va crucificar Arimazes.[3]
- Fundació d'Alexandria Ultima per Alexandre el Gran. Correspon a l'actual Kokand (Uzbekistan) a la Vall de Ferganà (Àsia central) i a la riba del Iaxartes (actual Sirdarià) i representa la ciutat més oriental de l'expansió hel·lènica. Tenia unes muralles de 60 estadis de circuit, segons Flavi Arrià. Els colons són mercenaris grecs, macedonis que ja han acabat el seu període militar i bàrbars de les contrades properes i té com a objectiu evitar les incursions dels bàrbars de l'est.[4]

### Antiga Roma
- Apareix una facció prosamnita a Nàpols[5]
- Publi Plauci Pròcul i Publi Corneli Escàpula són elegits cònsols segons Titus Livi.[6] Però els Fasti diuen que aquell any els cònsols són Publi Corneli Escipió Barbat i Gai Plauci Decià. Titus Livi diu que Decià va ser cònsol l'any 329 aC.[7]
- S'aprova la llei romana Furia de iura campanorum que establia el futur de la ciutat de Càpua, acabada de conquerir, i dels seus habitants.[8]

## Necrològiques
- Mor d'un cop de llança Clit Meles, general macedoni, a mans d'Alexandre el Gran en el curs d'una discussió durant un festival en honor dels Dioscurs.[9][10][11][12]